# Turnerpriset

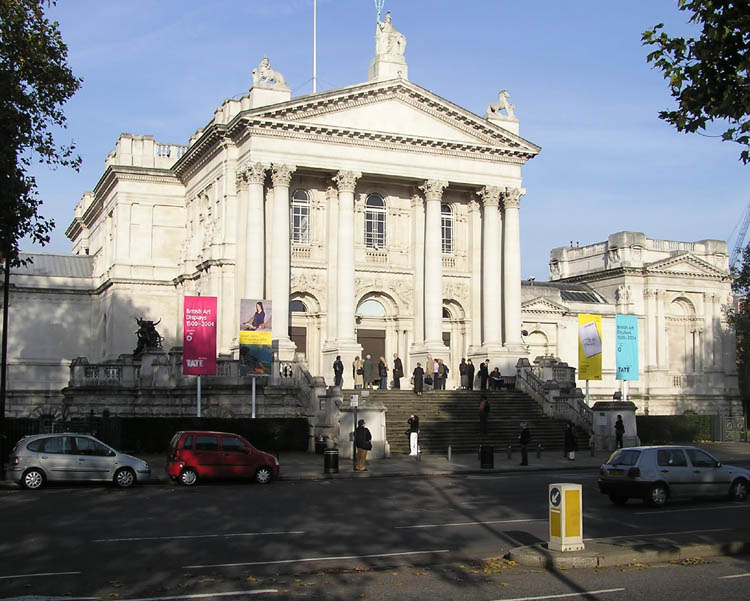
Turnerpriset delas ut på Tate Gallery.

Turnerpriset (engelska: Turner Prize) är ett årligen utdelat brittiskt konstpris, som ska uppmärksamma nya utvecklingar inom samtidskonsten. Det delas ut till en brittisk konstnär eller en konstnär huvudsakligen verksam i Storbritannien, mellan 1991 och 2016 utdelades priset endast till konstnärer som ännu inte fyllt 50 år. 
Priset, som har fått namn efter målaren J.M.W. Turner, delas ut av Tate Gallery.
Priset har delats ut sedan 1984 med uppehåll 1990. Sedan 2004 är den totala prissumman 40 000 pund varav 25 000 går till vinnaren och resten delas bland de övriga tre nominerade. 

## Lista över pristagare
- 1984: Malcolm Morley. Övriga nominerade: Richard Deacon, Gilbert and George och Richard Long
- 1985: Howard Hodgkin. Övriga nominerade: Terry Atkinson, Tony Cragg, Ian Hamilton Finlay, Milena Kalinovska och John Walker
- 1986: Gilbert and George. Övriga nominerade: Art & Language, Victor Burgin, Derek Jarman, Stephen McKenna, Bill Woodrow, Nicholas Serota, Matthew Collings och Robin Klassnik
- 1987: Richard Deacon. Övriga nominerade: Patrick Caulfield, Helen Chadwick, Richard Long, Declan McGonagle och Thérèse Oulton
- 1988: Tony Cragg. Övriga nominerade: Lucian Freud, Richard Hamilton, Richard Long, David Mach, Boyd Webb, Alison Wilding och Richard Wilson
- 1989: Richard Long. Övriga nominerade: Gillian Ayres, Lucian Freud, Giuseppe Penone, Paula Rego, Sean Scully och Richard Wilson
- 1990: ingen utdelning, sponsor saknades
- 1991: Anish Kapoor. Övriga nominerade: Ian Davenport, Fiona Rae och Rachel Whiteread
- 1992: Grenville Davey. Övriga nominerade: Damien Hirst, David Tremlett och Alison Wilding
- 1993: Rachel Whiteread. Övriga nominerade: Hannah Collins, Vong Phaophanit och Sean Scully
- 1994: Antony Gormley. Övriga nominerade: Willie Doherty, Peter Doig och Shirazeh Houshiary
- 1995: Damien Hirst. Övriga nominerade: Mona Hatoum, Callum Innes och Mark Wallinger
- 1996: Douglas Gordon. Övriga nominerade: Craigie Horsfield, Gary Hume och Simon Patterson
- 1997: Gillian Wearing. Övriga nominerade: Christine Borland, Angela Bulloch och Cornelia Parker
- 1998: Chris Ofili. Övriga nominerade: Tacita Dean, Cathy de Monchaux och Sam Taylor-Wood
- 1999: Steve McQueen. Övriga nominerade: Tracey Emin, Steven Pippin och Jane och Louise Wilson
- 2000: Wolfgang Tillmans. Övriga nominerade: Glenn Brown, Michael Raedecker och Tomoko Takahashi
- 2001: Martin Creed. Övriga nominerade: Richard Billingham, Isaac Julien och Mike Nelson
- 2002: Keith Tyson. Övriga nominerade: Fiona Banner, Liam Gillick och Catherine Yass
- 2003: Grayson Perry. Övriga nominerade: Jake och Dinos Chapman, Willie Doherty och Anya Gallaccio
- 2004: Jeremy Deller. Övriga nominerade: Kutlug Ataman, Langlands & Bell och Yinka Shonibare
- 2005: Simon Starling. Övriga nominerade: Darren Almond, Gillian Carnegie och Jim Lambie
- 2006: Tomma Abts. Övriga nominerade: Phil Collins, Mark Titchner och Rebecca Warren
- 2007: Mark Wallinger. Övriga nominerade: Zarina Bhimji, Nathan Coley och Mike Nelson
- 2008: Mark Leckey. Övriga nominerade: Runa Islam, Goshka Macuga och Cathy Wilkes
- 2009: Richard Wright. Enrico David, Roger Hiorns och Lucy Skaer
- 2010: Susan Philipsz. Övriga nominerade: Dexter Dalwood, Angela de la Cruz och The Otolith Group
- 2011: Martin Boyce. Övriga nominerade: Karla Black, Hilary Lloyd och George Shaw
- 2012: Elizabeth Price. Övriga nominerade: Spartacus Chetwynd, Luke Fowler och Paul Noble
- 2013: Laure Prouvost. Övriga nominerade: Tino Sehgal, David Shrigley och Lynette Yiadom-Boakye
- 2014: Duncan Campbell. Övriga nominerade: Ciara Phillips, James Richards och Tris Vonna-Michell
- 2015: Arkitektkollektivet Assemble. Övriga nominerade: Bonnie Camplin, Nicole Wermers, Janice Kerbel
- 2016: Helen Marten. Övriga nominerade:  Michael Dean, Anthea Hamilton, Josephine Pryde
- 2017: Lubaina Himid. Övriga nominerade: Rosalind Nashashibi, Hurvin Anderson, Andrea Büttner
- 2018: Charlotte Prodger. Övriga nominerade: Forensic Architecture, Naeem Mohaiemen, Luke Willis Thompson
- 2019: Lawrence Abu Hamdan, Helen Cammock, Oscar Murillo och Tai Shani (alla de nominerade)